# ستاره گیتی
ستاره گیتی (انگلیسی: The Universe's Star; کره‌ای: 우주의 별이) یک مجموعه تلویزیونی محصول کره جنوبی سال ۲۰۱۷ با بازی سوهو از گروه اکسو و جی وو است. این مجموعه یکی از بخش‌های سه‌گانه سه رنگ فانتزی تولیدشده توسط ام‌بی‌سی و ناور است. رنگ این درام سفید است و عشقی سرشار از زندگی (سبز) و ملکه حلقه (طلایی) پس از آن است. این مجموعه از ۲۳ ژانویه ۲۰۱۷ سه‌شنبه‌ها ساعت ۰۰:۰۰ (کی‌اس‌تی) از ناور تی‌وی کست و از ۲۶ ژانویه ۲۰۱۷، پنجشنبه‌ها ساعت ۲۳:۱۰ (کی‌اس‌تی) از ام‌بی‌سی پخش شد.